# Adolphe Hercule de Graslin
Adolphe Hercule de Graslin (11. dubna 1802 zámek Malitourne, Flée (Sarthe) – 31. května 1882 Malitourne) byl francouzský entomolog, lepidopterolog.

## Život
Adolphe Hercule de Graslin pocházel ze šlechtického rodu sídlícího na zámku Malitourne.
Specializoval se zejména na motýly. Byl jedním ze zakládajících členů Société entomologique de France. Jeho sbírka se později stala součástí sbírky Charlese Oberthüra.

## Dílo
Společně s J. A. Boisduvalem a J. P. Ramburem: Collection iconographique et historique des chenilles; ou, Description et figures des chenilles d'Europe, avec l'histoire de leurs métamorphoses, et des applications à l'agriculture, Librairie encyclopédique de Roret, Paríž, 1832 (in Gallica & in Google Livres).